# Zelandobius crawfordi
Zelandobius crawfordi is een steenvlieg uit de familie Gripopterygidae. De wetenschappelijke naam van de soort is voor het eerst geldig gepubliceerd in 2008 door McLellan.